# Мехсана
Мехсана (англ. Mehsana, гудж. મહેસાણા) — город и муниципалитет в северной части индийского штата Гуджарат. Административный центр округа Мехсана.

## География
Расположен к северо-западу от города Гандинагар и примерно в 70 км к северо-западу от города Ахмадабад, на высоте 80 м над уровнем моря.

## Население
Население города по данным переписи 2011 года составляет 184 133 человека; население с пригородами на тот же год — 190 189 человек.

## Экономика и транспорт
Основной отраслью промышленности в городе является добыча нефти и природного газа; хорошо развита также молочная промышленность.
Имеется хорошее железнодорожное сообщение с другими крупными городами Индии. Основной автотранспортной магистралью, проходящей через город является трасса Ахмадабад — Дели. Ближайший аэропорт — Международный аэропорт имени Сардара Валлабхай Пателя, располагается в 8 км от города Ахмадабад.